# Cresolftaleína
Cresolftaleina o más correctamente o-cresolftaleína es un colorante de ftaleína utilizado como indicador de pH en valoraciones ácido-base. Es escasamente soluble en agua aunque muy soluble en etanol. En disolución, es incolora por debajo de pH 8,2 y violeta por encima de 9,8. Su fórmula molecular es C22H18O4 . Se utiliza médicamente para determinar los niveles de calcio en el cuerpo humano o para sintetizar poliamidas o poliimidas.

## Producción
La o-cresolftaleína no se produce industrialmente, aunque está disponible comercialmente mediante síntexis de laboratorio. Para su obtención se sigue, el método generalmente utilizado para sintetizar colorantes de ftaleína de forma similar a como se obtiene fenolftaleína,  timolftaleína u otros colorantes de este tipo, partiendo de fenol o de un fenol sustituido, al que se hace reaccionar un anhídrido ftálico.

## Usos
El compuesto tiene usos que van desde la medicina hasta la síntesis de laboratorio de compuestos químicamente similares. La o-cresoftaleína se ha utilizado en reacciones de derivatización de  poliamidas y poliimidas, estimar colorimétricamente el calcio en suero y predecir la cantidad de tiempo de espera antes de la extracción de sangre después de que un paciente haya recubido gadodiamida.